# メルヘンフード
メルヘンフード株式会社は、岡山県岡山市東区西大寺射越に本社を置いていた製パン会社。岡山県南部を中心にルート展開をしている移動販売業者で、販売域では「メルヘンのパン」あるいは単に「メルヘン (Märchen )」として知られている。

## 概要
本社のある西大寺を拠点とし、同地の在する岡山県南部およびその周辺域を商圏とする、自社製造によるパンおよび菓子類を販売していた会社。岡山県外の主な商圏には広島県福山市、兵庫県相生市、赤穂市およびたつの市、香川県海峡部の一部離島、山口県防府市周辺域などが挙げられる。また、本社周辺の給食センターや学校に対して、給食用あるいは学校購買部向けのパン類を卸していた。
販売方法は自社所持によるバンやトラックによる広範囲の移動販売を主としている。他の販売方法については、地元の特定の市（朝市、曜日市）などの、いわゆる不定イベントなどにおける限定簡易的な出張販売程度にしか行われていない。自社によって設定されている各車巡回販売の特定箇所において、洋楽『そよ風と私』（原題：THE BREEZE AND I ）の音楽と共に「メルヘンの移動販売車です」というアナウンスを、販売車に設置された街宣スピーカーで流す事で知られている。また、同様のブランドおよび業態のフランチャイザーでもあり、既記商圏内の一部の地域においては提携した地元の同業者ないしは地域子会社を通して業態が運営されている場合がある。
2010年から、自社施設として西大寺の市街地内にミッケ（Mikke ）という常設店舗を構えていたが、2015年頃に撤退した。以降は同店舗の名前は卸業におけるブランドとしてのみ残し、同名義における店舗販売や工場直販も行わず射越の工場敷地にて車内販売のみを行っていた。
2020年より移動販売車だけにこだわらない販売チャネルの拡大構築を目指し、自社施設内にプレハブの売店を構えミッケの業態をリスタートさせた。以降、2022年までに岡山市内で4店舗を構えるまでになる。しかし、折悪しく業態リスタート前年より猛威を振るった新型コロナウイルス感染症の世界的流行の影響を受けた上で業態を広げた事がマイナスに働き、2023年5月に負債2億円を抱えての破産を申請。全業務を停止。同年6月23日に岡山地方裁判所から破産手続開始決定を受けた。

## 沿革
- 1965年 製パン業「八光食品株式会社」として創業。販売ブランドを「メルヘン」とする。
- 2000年代 CIの統一化。社名をメルヘンフード株式会社とする。
- 2010年 西大寺中野本町に固定店舗「ミッケ」をオープン[3]。
- 2015年 業務統合でファリーヌ（玉野市北方）[注 3]を合併し本社工場に統一。実店舗ミッケを廃止し卸業用ブランドとして本社工場に統一。メルヘンフード株式会社（新）となる。
- 2020年 本社工場内の南側にミッケ　本店を設置
- 2021年 岡山市北区伊島町の岡山県生涯学習センターの施設内にある喫茶ぱるにミッケ店をオープン
- 2022年 岡山市東区南古都にミッケ3店舗目となる平島店をオープン
- 2022年 7月1日　岡山市中区倉田にミッケ4店舗目の倉田店をオープン
- 2023年 5月8日　破産手続きのため廃業[4]
- 2023年 6月23日　岡山地方裁判所から破産手続開始決定を受ける。